# David Bee
David Bee (een alias voor Ernest Craps) (Brussel, 1903–1992) was een multi-instrumentalist en componist die actief was tijdens de pioniersjaren van de jazz in België.
David Bee werd geboren als Ernest Craps. Zijn vader was slager op het Brusselse Sint-Katelijneplein, en zijn moeder was als harpiste verbonden aan het orkest van de Muntschouwburg. Ernests oudere zus Juliette speelde eveneens harp. Ernest zelf zou een uitstekend harpspeler worden, naast alle andere instrumenten die hij leerde spelen, zoals klarinet en saxofoon.
Ernest liep school in het Institut Dupuich en maakte daar kennis met zijn latere boezemvriend Pierre Paquet, die trompet speelde. David Bee vormde met "Peter Packay" een succesvol componistenduo. Op de eerste Belgische jazzplaat uit 1927 stonden vijf van hun composities: ‘Vladivostok’, ‘Pamplona’, ‘Slow Gee-Gee’, ‘The Bridge of Avignon’ en ‘Allahabad’.
Na het vervullen van zijn legerdienst zag hij zijn vriend terug, en in 1925 gingen ze samen spelen in het Bistrouille Amateur Dance Orchestra. In de zomer van 1927 vormde David Bee The Red Beans, waarvoor beide vrienden composities en arrangementen schreven. In het nieuwe beroepsorkest speelden beloften als Robert De Kers (trompet), Sus Van Camp (trombone), René Vandijck (piano), Chas Dolne (banjo) en Pol Serluppens (drums). The Red Beans toerden door Italië, Spanje, Frankrijk en Nederland tot de groep in 1929 werd ontbonden.
Bee ging nadien naar Berlijn en maakte daar arrangementen en opnames alvorens in 1930 terug te keren naar België, waar hij in het orkest van Robert De Kers ging spelen.
Na de Tweede Wereldoorlog speelde Bee met Chas Dolne, en leidde eigen bands in de jaren 50 en 60.
- Bibsys: 11020148
- Biblioteca Nacional de España: XX959201
- Bibliothèque nationale de France: cb14011344m (data)
- Gemeinsame Normdatei: 143640305
- International Standard Name Identifier: 0000 0001 1557 3061
- Library of Congress Control Number: n2008081969
- MusicBrainz: d56131d1-e394-47a3-a857-4a3ccc285b24
- Nationale Bibliotheek van Tsjechië: mzk2013760779
- Virtual International Authority File: 303053388